# Emad Bahavar
Emad Bahavar (Teheran, 29 giugno 1978) è un attivista iraniano, leader della sezione giovanile del Movimento di Liberazione Iraniano, imprigionato dalle autorità iraniane.

## Biografia
Guida della giovanile del Movimento di Liberazione Iraniano, il 28 maggio 2009 viene arrestato con l'accusa di "propaganda contro il sistema" e rilasciato dopo quattro giorni. Tornato in carcere il 13 giugno seguente, trascorre 46 giorni in isolamento.
Il 29 novembre 2010 viene processato nel ramo 15 della Corte Rivoluzionaria e condannato a 10 anni di reclusione e 10 anni di divieto di attività nei partiti politici (anche online) con ancora l'accusa di "propaganda contro il sistema" oltre che "collusione contro la sicurezza nazionale" e "insulto verso la Guida Suprema e l'Ayatollah Khomeini."
Viene rilasciato anticipatamente il 18 dicembre 2014, dopo circa 5 anni di carcere nella prigione di Evin.